# Ian Knight
Ian Knight (geboren 1956) ist ein britischer Historiker.

## Biografie
Er studierte afro-karibische Geschichte an der Universität von Kent im Vereinigten Königreich, spezialisierte sich dann auf die Militärgeschichte des südlichen Afrika und insbesondere auf die Geschichte der Zulu-Nation und des Zulu-Krieges von 1879. Er veröffentlichte zahlreiche Bücher zu diesem Thema (ca. 30) und war im Jahr 2000 an der Leitung der ersten archäologischen Ausgrabungen auf dem Schlachtfeld von Isandhlwana beteiligt. Er arbeitete als Berater für britische und amerikanische Fernsehsender bei der Durchführung von Dokumentarfilmen über den Krieg zwischen England und Zulu mit und gibt bei dieser Gelegenheit sein Fachwissen für den Verkauf von Gegenständen dieser Zeit bekannt oder für Anlässe des Gedenkens.

## Werke
- Great Zulu battles, 1838–1906, Castle Books, 1988, ISBN 0-7858-1569-4
- Queen Victoria's Enemies (2): Northern Africa, Bloomsbury USA, 1989
- Zulu 1816–1906, Bloomsbury USA, 1995
- The Anatomy of the Zulu Army, from Shaka to Cetshwayo 1818-1879, Greenhill Books, Londres, 1999, ISBN 1-85367-363-3
- mit Ian Castle, Zulu War, 1879, Osprey campaign, 2001, ISBN 1-85532-165-3
- With his face to the foe : the life and death of Louis Napoléon, the prince imperial, Zululand, 1879, Staplehurst (GB), 2001
- Isandlwana 1879, Osprey campaign, 2002, ISBN 978-1-84176-511-2
- The National Army Museum book of the Zulu war, Pan Books, 2003,  ISBN 0-330-48629-2
- Boer Commando 1876–1902, Osprey publishing, 2004
- British fortifications in Zululand, 1879, Osprey publishing, 2005
- Brave Men's Blood – the Anglo-Zulu war of 1879, Pen & Sword Military Classics, 2005, ISBN 978-1-84415-212-4
- Companion to the Anglo-Zulu War, Pen & Sword Military Classics, 2008
- Maori Fortifications. (Fortress; 81). Osprey, Oxford 2009, ISBN 978-1-84603-370-4.
- Zulu Rising, Pan, 2011
- The New Zealand Wars 1820–72, Bloomsbury Publishing, 2013, ISBN 978-1-78096-279-5
- Boer Guerrilla vs British Mounted Soldiers: South Africa 1880-1902, Osprey publishing, 2017

## Preise
- Preise vom Royal United Services Institute für die beste Militärgeschichte 2003[4]